# Kamienica przy ulicy Piotra Michałowskiego 5 w Krakowie
Kamienica przy ulicy Piotra Michałowskiego 5 – zabytkowa  kamienica znajdująca się w Krakowie, w dzielnicy I przy ulicy Piotra Michałowskiego, na Piasku.
Kamienica została wzniesiona w 1895 roku, według projektu architekta Aleksandra Biborskiego. W 1950 roku odbył się remont budynku.
18 marca 1997 kamienica została wpisana do rejestru zabytków. Znajduje się także w gminnej ewidencji zabytków.

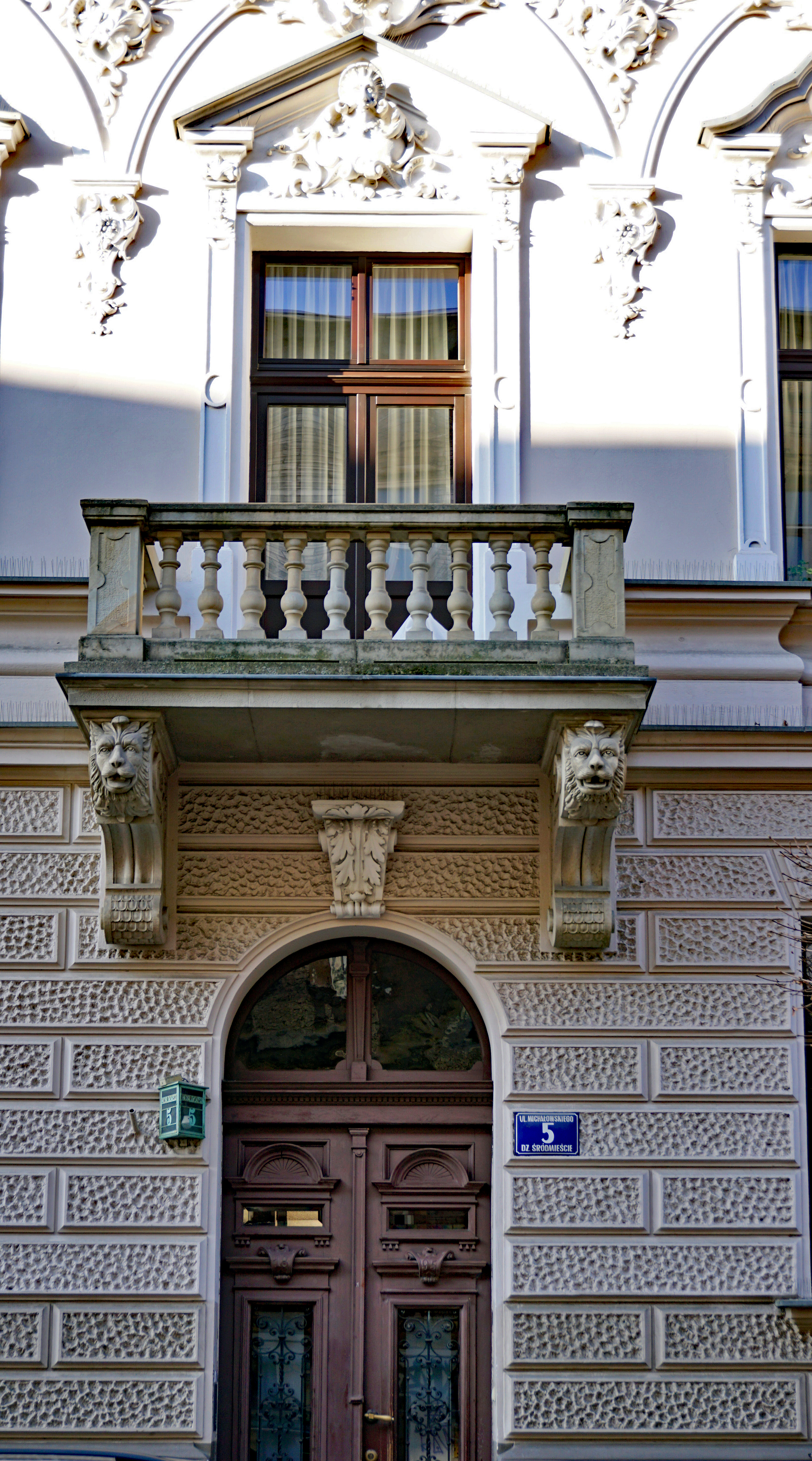
Portal oraz balkon